# Sideris Tasiadis
Sideris Tasiadis (Augsburgo, 7 de maio de 1990) é um canoísta de slalom alemão na modalidade de canoagem.
Foi vencedor da medalha de Prata em Slalom C-1 em Londres 2012.